# Serifos
Serifos – grecka wyspa oraz gmina położona na Morzu Egejskim. Wyspa należy do archipelagu Cyklad i leży na południe od Kytonos i na północny wschód od Sifnos. Powierzchnia wyspy wynosi 75 km², a wyspę zamieszkuje 1414 osób, dane te pochodzą z cenzusu z 2001 roku. Wyspa jest oddalona od portu w Pireusie o 170 km. Najwyższym wzniesieniem wyspy jest Góra Tourlos która wznosi się na 585 m n.p.m.
Leży w administracji zdecentralizowanej Wyspy Egejskie, w regionie Wyspy Egejskie Południowe, w jednostce regionalnej Milos, w gminie Serifos.
W 1916 roku na wyspie odbył się największy w historii wyspy strajk górników.

## Miasta znajdujące się na wyspie
- Galani
- Kallitsos
- Koutalas
- Livadi Serifou
- Mega Chorio
- Mega Livadi
- Panagia
- Sykamia
- Serifos

## Zmiana populacji wyspy
| Rok  | Populacja | Zmiana       | Gęstość   |
| ---- | --------- | ------------ | --------- |
| 1981 | 1,133     | –            | 15/km²    |
| 1991 | 1,095     | -38/-3.35%   | 14.56/km² |
| 2001 | 1,414     | +319/+29.13% | 18.8/km²  |

## Mitologia
Według greckiej mitologii na Serifos rozegrała się część mitu o Perseuszu, który przyczynił się do śmierci mitycznego władcy wyspy, Polidektesa.